# سیارک ۴۸۴

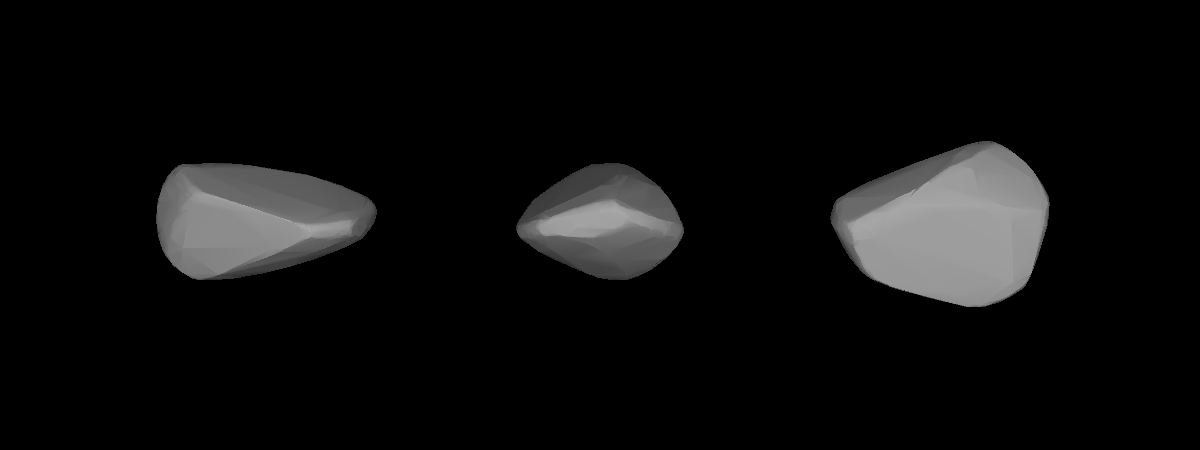
مدل سه‌بُعدی سیارک ۴۸۴ بر اساس منحنی نور آن

سیارک ۴۸۴ (به انگلیسی: 484 Pittsburghia، نامگذاری:1902HX) چهارصد و هشتاد و چهارمین سیارک کشف شده‌است که در ۲۹ آوریل ۱۹۰۲ و در هایدلبرگ کشف شد.
قدر مطلق سیارک برابر ۹٫۸۶ است.